# Retrato de François-Marius Granet
El Retrato de François-Marius Granet es un cuadro pintado en 1807 por Jean-Auguste-Dominique Ingres. Representa a François-Marius Granet, artista y amigo del pintor y antiguo compañero de clase en el taller de Jacques-Louis David. Primero de una serie de retratos al aire libre durante el periodo romano del pintor, la figura de medio cuerpo de Granet destaca ante una vista del Quirinal de Roma. Habiendo pertenecido mucho tiempo al modelo, el cuadro forma parte de las colecciones del museo Granet.  

## Histórico
Dado por Ingres a su amigo François-Marius Granet, el retrato permaneció en sus colecciones, hasta que éste lo legó en 1849 al museo Granet de Aix-en-Provence.